# Sun Goes Down (canção de David Guetta)
Sun Goes Down (literalmente O sol se põe em português) é uma canção do DJ e produtor musical francês David Guetta com o duo eletrônico Showtek, com vocais da banda de reggae fusion canadense MAGIC! e do cantor neerlandês Sonny Wilson. Esta é a segunda colaboração de Guetta com Showtek desde "Bad", em 2014, e ao mesmo tempo a segunda colaboração de Showtek e Sonny Wilson após "Booyah", no mesmo ano. Foi lançado como o quinto single oficial do sexto álbum de estúdio de Guetta, "Listen" (2014).

## Desempenho nas paradas
| Parada (2015)                                  | Melhor posição |
| ---------------------------------------------- | -------------- |
| Bélgica (Ultratop 50 de Flandres)              | 24             |
| Bélgica (Ultratop 50 da Valônia)               | 4              |
| França (SNEP)                                  | 37             |
| O campo songid é OBRIGATÓRIO PARA PARADA ALEMÃ | 67             |
| ERRO: DEVE FORNECER ano PARA PARADA checa      | 79             |
| Hungria (Dance Top 40)                         | 32             |
| Hungria (Single Top 40)                        | 22             |
| Polónia (Polish Airplay Top 100)               | 38             |

## Histórico de lançamento
| Região | Data                   | Formato          | Gravadora               |
| ------ | ---------------------- | ---------------- | ----------------------- |
| Mundo  | 31 de julho de 2015    | Descarga digital | What A Music Parlophone |
| Itália | 11 de setembro de 2015 | Mainstream radio | Parlophone              |

## Faixas
Digital download - Ci Jean remix
1. "Sun Goes Down" (Ci Jean remix) – 3:51